# 佐賀県医師会
一般社団法人佐賀県医師会（さがけんいしかい、英称 Saga Medical Association）は、佐賀県の医師を会員とする組織。

## 本部所在地
佐賀県佐賀市水ヶ江一丁目12番10号　佐賀メディカルセンター４階 

## 郡市医師会
- 佐賀市医師会
- 唐津東松浦医師会
- 鳥栖三養基医師会
- 神埼市郡医師会
- 多久・小城地区医師会
- 武雄杵島地区医師会
- 鹿島藤津地区医師会
- 伊万里・有田地区医師会